# Esterel Côte d'Azur LeBus
Esterel Côte d'Azur Le Bus est un réseau d'autobus qui dessert les villes d'Estérel Côte d'Azur Agglomération (ex CAVEM), à savoir Fréjus, Les Adrets-de-l'Estérel, Puget sur Argens, Roquebrune-sur-Argens et Saint-Raphaël. Ce réseau remplace Agglobus-CAVEM, qui existait depuis la création de la CAVEM en 2013.

## Histoire
Le 1er septembre 2022, Estérel Côte d'Azur Agglomération (ex CAVEM), lance LeBus, son nouveau réseau de transport, qui se veut plus propre et plus étendu.

## Changements par rapport au réseau précédent

### 1ère phase (septembre 2022)
La première partie de ces changements a eu lieu à l'occasion de la rentrée scolaire 2022.
LIGNE 1:
- Nouveau terminus au Zoo au lieu du Domaine du Capitou.

LIGNE 2:
- Passe par le zoo puis fait terminus au Rond-Point du Bonfin

LIGNE 5:
- Ne dessert plus Boulouris Mairie Annexe
- Ne circule qu'en période scolaire et aux horaires scolaires

LIGNE 6:
- Le terminus est à l'arrêt Les Veyssières
- La desserte du Barrage des Cous et du Collège A. Karr uniquement aux horaires scolaires
- Rafael Bus assure la dernière course de la journée

LIGNE 8:
- Ne circule qu'en période scolaire et aux horaires scolaires

LIGNE 9:
- Ne dessert plus les Issambres (remplacé par le Transport à la Demande "Allobus")

LIGNE 14:
- Terminus à St-Raphaël Gare Routière

Navette A:
- Suppression de la boucle Port Santa Lucia

Navette B:
- Suppression de la boucle des Ifs
- Ne dessert plus les arrêts Verdun, La Marne et La Somme
- Nouvelle desserte par la Communauté d'Agglomération, Palais des Sports, Les Anglais et Mairie d'Honneur

Navette C:
- Nouvel itinéraire en boucle de Fréjus à St Raphaël Gare Routière en passant par la Base Nature, Port Fréjus, Bonaparte et Port Santa Lucia

Navette D:
- Suppression de la navette

Navette Boulouris:
- Création d'une navette qui reprend les anciens arrêts de la ligne 14.

Navette Capitou:
- Création d'une navette Fréjus Gare Routière - Z.I. Capitou en passant par Caïs, Pôle Jean Louis et Zoo

### Deuxième phase (novembre 2022)
Le lundi 7 novembre 2022, une deuxième phase de changements est mise en œuvre :
LIGNE 4:
- La fréquence de passage est de 15 minutes en semaine contre 30 minutes auparavant.
- En semaine, la ligne fait un terminus sur deux à l'Hôtel de Ville de Puget sur Argens en heure de pointe
- Esterel Cars devient l'exploitant majoritaire de la ligne avec la mise en service de 4 véhicules électriques HeuliezBus GX137L E.

LIGNE 6:
- Rafael Bus récupère la ligne du lundi au samedi. Le dimanche, les courses sont toujours assurées par Estérel Cars.

LIGNE 10:
- Augmentation de la fréquence : passage toutes les 30 minutes en moyenne.

LIGNE 12:
- Augmentation de la fréquence : passage toutes les 30 minutes en moyenne.

LIGNE 14:
- Rafael Bus récupère la ligne. Seul le départ de 7h05 en direction du Lycée Camus (uniquement en période scolaire) est assuré par Estérel Cars.

LIGNE 23:
- Circule toute l'année du lundi au samedi depuis le 28 novembre 2022.

## Ajustements en 2023
Le réseau a connu quelques ajustements supplémentaires, étalés entre septembre et novembre 2023.
Ligne 1
- Modification de l'itinéraire : le terminus est désormais à l'arrêt La Baume (après un passage par Lachenaud, le Rond-Point Du Bonfin, le Zoo et le Pôle BTP). Le départ pour St Raphaël se fait à Lachenaud.
- Depuis le 6 novembre 2023, des départs supplémentaires ont été ajoutés les dimanches et jours fériés.

Ligne 4
- Le départ de 6h20 de Roquebrune est avancé à 6h10 (depuis le 12 octobre 2023)

Ligne 5
- Départ de 16h35 à Stanislas au lieu de 16h40 au collège de l'Esterel (la desserte de ce dernier est toujours assurée).

Ligne 6
- Ligne désormais intégralement exploitée par Rafael Bus (y compris le dimanche).

Ligne 7
- Desserte de l'arrêt Stanislas le mercredi à 12h26

Ligne 23
- Depuis le 6 novembre 2023, circulation les dimanches et jours fériés (hors 1er mai, 25 décembre et 1er janvier), ce qui fait que la ligne fonctionne 7j/7

## Billettique et systèmes embarqués

### Billettique
Esterel Côte d'Azur LeBus est équipé d'un système de billettique DataCar Reflex, hérité du réseau Agglobus-CAVEM. Pour les voyages à l'unité, des titres de transport papier sont distribués. Pour les abonnements et titres 10 voyages, ils sont chargés sur des cartes.

### Girouettes
Sur les HeuliezBus GX137L numérotés de 7 à 14, puis 16 et 50 à 58 ainsi que les autocars scolaire Iveco Crossway, ce sont des girouettes AeSys monochrome blanche. Pour piloter ces dernières, le réseau a choisi des pupitres tactile TC430. Cette console sert également à piloter l'information voyageurs. Ces installations sont également héritées de la version 2017 d'Agglobus-CAVEM.
Sur les véhicules qui circulent de manière éphémère ou bien les achats de bus d'occasion, ce sont des girouettes Hanover, pilotées par un pupitre EG3 ou Eric+ selon les véhicules.
Les GX137L Electriques arrivés en novembre 2022, sont équipées avec des girouettes Lumiplan et un boitier Pilot.
Le seul GX337 du réseau est équipé de girouettes Hanover.
Depuis 2023, tout nouveau véhicule entrant est équipé de girouettes Lumiplan monochrome blanche

### SAE
Le réseau utilise PySae, utilisé depuis 2020 par l'ancien réseau Agglobus-CAVEM. Une solution qui s'installe sur smartphones, embarquées à bord des véhicules. Trois formules sont proposées par cette entreprise. LeBus a choisi la version Basique avec les fonctionnalités suivantes :

#### Côté conducteur
- Supervision de l'exploitation en temps réel
- Editeur de plan de transport
- Application d'aide à la conduite

#### Côté voyageurs
- Application de suivi en temps réel[2]

D'autres fonctionnalités, non utilisées, telles que l'interface avec les SIV pourraient bientôt êtres mises en place pour totalement automatiser les girouettes et l'information voyageurs.

## Lignes du réseau
Le réseau est composé de :
- 18 lignes urbaines
- 7 navettes de centre-ville
- 2 lignes estivales dont une navette

### Les exploitants
Estérel Cars et Rafael Bus sont les exploitants du réseau, au moins jusqu'en 2027. Les lignes sont réparties comme suit :
- Esterel Cars exploite les lignes 1, 3, 4, 9, 15 et 16.  Les navettes A, B, C, BOULOURIS et CAPITOU.
- Rafael Bus exploite les lignes 2, 4 (2 voitures sur 6), 5, 6, 7, 8, 10, 12 et 14.

Quelques lignes sont confiées en sous-traitance à SVA (Société Varoise des Autocars) , groupe Beltrame qui exploite les lignes 11, 13, PUGET et ROQUEBRUNE.

### Lignes urbaines

#### Lignes qui circulent toute l'année (y compris vacances scolaires)
| Ligne | Caractéristiques | Caractéristiques                                                                                         | Caractéristiques                                                                                         | Caractéristiques                                                                                         | Caractéristiques                                                                                         | Caractéristiques                                                                                         | Caractéristiques                                                                                         | Caractéristiques                                                                                         | Caractéristiques                                                                                         |
| 1     | Fréjus — Pin de la Lègue/La Baume ⥋ Saint-Raphaël — Gare Routière/Lycée St-Exupéry | Fréjus — Pin de la Lègue/La Baume ⥋ Saint-Raphaël — Gare Routière/Lycée St-Exupéry                       | Fréjus — Pin de la Lègue/La Baume ⥋ Saint-Raphaël — Gare Routière/Lycée St-Exupéry                       | Fréjus — Pin de la Lègue/La Baume ⥋ Saint-Raphaël — Gare Routière/Lycée St-Exupéry                       | Fréjus — Pin de la Lègue/La Baume ⥋ Saint-Raphaël — Gare Routière/Lycée St-Exupéry                       | Fréjus — Pin de la Lègue/La Baume ⥋ Saint-Raphaël — Gare Routière/Lycée St-Exupéry                       | Fréjus — Pin de la Lègue/La Baume ⥋ Saint-Raphaël — Gare Routière/Lycée St-Exupéry                       | Fréjus — Pin de la Lègue/La Baume ⥋ Saint-Raphaël — Gare Routière/Lycée St-Exupéry                       | Fréjus — Pin de la Lègue/La Baume ⥋ Saint-Raphaël — Gare Routière/Lycée St-Exupéry                       |
| ----- | --- | --- | --- | --- | --- | --- | --- | --- | --- |
| 1     | Ouverture / Fermeture 1er septembre 2022 / — | Longueur —                                                                                               | Durée 44 à 55 min                                                                                        | Nb. d’arrêts 49                                                                                          | Matériel HeuliezBus GX137L                                                                               | Jours de fonctionnement L, Ma, Me, J, V, S, D                                                            | Jour / Soir / Nuit / Fêtes O / N / N / O                                                                 | Voy. / an —                                                                                              | Estérel Cars —                                                                                           |
| 1     | Desserte : Fréjus (21ème RIMA, Pôle BTP, Zoo, Lachenaud, Cais, Le Comlombier, Gare Routière, Gare SNCF, Villeneuve, Ctre Cial Géant Casino, Base Nature, Port Fréjus, Fréjus Plage, Les Sablettes) ; Saint-Raphaël (Casino, Gare Routière). | | | | | | | | |
| 1     | Autre : Fonctionne du lundi au dimanche (y compris les jours fériés). En période estivale, la ligne est prolongée jusqu'à environ 1h du matin et circule aux mêmes horaires tous les jours du lundi au dimanche. | | | | | | | | |
| 1     | Dernière actualisation : — | | | | | | | | |
| 2     | Fréjus — Rond-Point du Bonfin ⥋ Saint-Raphaël — Gare Routière | Fréjus — Rond-Point du Bonfin ⥋ Saint-Raphaël — Gare Routière                                            | Fréjus — Rond-Point du Bonfin ⥋ Saint-Raphaël — Gare Routière                                            | Fréjus — Rond-Point du Bonfin ⥋ Saint-Raphaël — Gare Routière                                            | Fréjus — Rond-Point du Bonfin ⥋ Saint-Raphaël — Gare Routière                                            | Fréjus — Rond-Point du Bonfin ⥋ Saint-Raphaël — Gare Routière                                            | Fréjus — Rond-Point du Bonfin ⥋ Saint-Raphaël — Gare Routière                                            | Fréjus — Rond-Point du Bonfin ⥋ Saint-Raphaël — Gare Routière                                            | Fréjus — Rond-Point du Bonfin ⥋ Saint-Raphaël — Gare Routière                                            |
| 2     | Ouverture / Fermeture 1er septembre 2022 / — | Longueur —                                                                                               | Durée 42 à 45 min                                                                                        | Nb. d’arrêts 33                                                                                          | Matériel —                                                                                               | Jours de fonctionnement L, Ma, Me, J, V, S                                                               | Jour / Soir / Nuit / Fêtes O / N / N / N                                                                 | Voy. / an —                                                                                              | Rafael Bus —                                                                                             |
| 2     | Desserte : Fréjus (Zoo, Centre Cial du Capitou, Natura Parc, Saint-Lambert, Les Chênes, Gare Routière, Lycée Camus, Collège Léotard, les IFS) ; Saint-Raphaël (CAVEM, Centre-Ville). | | | | | | | | |
| 2     | Autre : Fonctionne du lundi au samedi (sauf les jours fériés). Ne circule pas le dimanche. | | | | | | | | |
| 2     | Dernière actualisation : — | | | | | | | | |
| 3     | Fréjus — Gare Routière/Collège Villeneuve ⥋ Saint-Raphaël — Gare Routière | Fréjus — Gare Routière/Collège Villeneuve ⥋ Saint-Raphaël — Gare Routière                                | Fréjus — Gare Routière/Collège Villeneuve ⥋ Saint-Raphaël — Gare Routière                                | Fréjus — Gare Routière/Collège Villeneuve ⥋ Saint-Raphaël — Gare Routière                                | Fréjus — Gare Routière/Collège Villeneuve ⥋ Saint-Raphaël — Gare Routière                                | Fréjus — Gare Routière/Collège Villeneuve ⥋ Saint-Raphaël — Gare Routière                                | Fréjus — Gare Routière/Collège Villeneuve ⥋ Saint-Raphaël — Gare Routière                                | Fréjus — Gare Routière/Collège Villeneuve ⥋ Saint-Raphaël — Gare Routière                                | Fréjus — Gare Routière/Collège Villeneuve ⥋ Saint-Raphaël — Gare Routière                                |
| 3     | Ouverture / Fermeture 1er septembre 2022 / — | Longueur —                                                                                               | Durée 37 min                                                                                             | Nb. d’arrêts —                                                                                           | Matériel —                                                                                               | Jours de fonctionnement L, Ma, Me, J, V, S                                                               | Jour / Soir / Nuit / Fêtes O / N / N / N                                                                 | Voy. / an —                                                                                              | Estérel Cars —                                                                                           |
| 3     | Desserte : Fréjus (Les Chênes, Hôpital, Collège Léotard, Lycée Camus, Lycée Gallieni, Tour de Mare) ; Saint-Raphaël (Le Suveret, CAVEM, Collège A. Kaar, Centre-Ville). | | | | | | | | |
| 3     | Autre : Fonctionne du lundi au samedi (sauf les jours fériés). Ne circule pas le dimanche. | | | | | | | | |
| 3     | Dernière actualisation : — | | | | | | | | |
| 4     | Roquebrune-sur-Argens — Coopérative ou Puget-sur-Argens — Hôtel de Ville ⥋ Saint-Raphaël — Gare Routière | Roquebrune-sur-Argens — Coopérative ou Puget-sur-Argens — Hôtel de Ville ⥋ Saint-Raphaël — Gare Routière | Roquebrune-sur-Argens — Coopérative ou Puget-sur-Argens — Hôtel de Ville ⥋ Saint-Raphaël — Gare Routière | Roquebrune-sur-Argens — Coopérative ou Puget-sur-Argens — Hôtel de Ville ⥋ Saint-Raphaël — Gare Routière | Roquebrune-sur-Argens — Coopérative ou Puget-sur-Argens — Hôtel de Ville ⥋ Saint-Raphaël — Gare Routière | Roquebrune-sur-Argens — Coopérative ou Puget-sur-Argens — Hôtel de Ville ⥋ Saint-Raphaël — Gare Routière | Roquebrune-sur-Argens — Coopérative ou Puget-sur-Argens — Hôtel de Ville ⥋ Saint-Raphaël — Gare Routière | Roquebrune-sur-Argens — Coopérative ou Puget-sur-Argens — Hôtel de Ville ⥋ Saint-Raphaël — Gare Routière | Roquebrune-sur-Argens — Coopérative ou Puget-sur-Argens — Hôtel de Ville ⥋ Saint-Raphaël — Gare Routière |
| 4     | Ouverture / Fermeture 1er septembre 2022 / — | Longueur —                                                                                               | Durée 46 min                                                                                             | Nb. d’arrêts —                                                                                           | Matériel —                                                                                               | Jours de fonctionnement L, Ma, Me, J, V, S, D                                                            | Jour / Soir / Nuit / Fêtes O / N / N / O                                                                 | Voy. / an —                                                                                              | Estérel Cars Rafael Bus                                                                                  |
| 4     | Desserte : Saint-Raphaël (Centre-Ville) ; Fréjus (La Gabelle, Sécurité Sociale, Villa Marie, Gare Routière, SATAC, Les Nectarines) ; Puget-sur-Argens (Centre Cial Carrefour, Hôtel de Ville) ; Roquebrune-sur-Argens (RN7, Les Garillans, Lac de l'Aréna). | | | | | | | | |
| 4     | Évolution : Depuis le 7 novembre 2022, la fréquence de cette ligne est de 15 min en semaine. Autre : Fonctionne du lundi au dimanche (y compris les jours fériés). Les terminus à l'Hôtel de Ville de Puget sont uniquement du lundi au vendredi. Les samedi et dimanche, le terminus se fait à la Coopérative à tous les passages. En période estivale, la ligne circule aux mêmes horaires tous les jours du lundi au dimanche. Les terminus à l'Hôtel de Ville de Puget se font aussi le week-end. | | | | | | | | |
| 4     | Dernière actualisation : — | | | | | | | | |
| 6     | Saint-Raphaël — Barrage des Cous/Les Veyssières ⥋ Saint-Raphaël — Gare Routière | Saint-Raphaël — Barrage des Cous/Les Veyssières ⥋ Saint-Raphaël — Gare Routière                          | Saint-Raphaël — Barrage des Cous/Les Veyssières ⥋ Saint-Raphaël — Gare Routière                          | Saint-Raphaël — Barrage des Cous/Les Veyssières ⥋ Saint-Raphaël — Gare Routière                          | Saint-Raphaël — Barrage des Cous/Les Veyssières ⥋ Saint-Raphaël — Gare Routière                          | Saint-Raphaël — Barrage des Cous/Les Veyssières ⥋ Saint-Raphaël — Gare Routière                          | Saint-Raphaël — Barrage des Cous/Les Veyssières ⥋ Saint-Raphaël — Gare Routière                          | Saint-Raphaël — Barrage des Cous/Les Veyssières ⥋ Saint-Raphaël — Gare Routière                          | Saint-Raphaël — Barrage des Cous/Les Veyssières ⥋ Saint-Raphaël — Gare Routière                          |
| 6     | Ouverture / Fermeture 1er septembre 2022 / — | Longueur —                                                                                               | Durée 29 min                                                                                             | Nb. d’arrêts —                                                                                           | Matériel —                                                                                               | Jours de fonctionnement L, Ma, Me, J, V, S, D                                                            | Jour / Soir / Nuit / Fêtes O / N / N / O                                                                 | Voy. / an —                                                                                              | Rafael Bus —                                                                                             |
| 6     | Desserte : Saint-Raphaël (Collège A.Kaar, mairie d'honneur, Valescure, Les Veyssières). | | | | | | | | |
| 6     | Autre : Fonctionne du lundi au dimanche (y compris les jours fériés). | | | | | | | | |
| 6     | Dernière actualisation : — | | | | | | | | |
| 7     | Saint-Raphaël — Rostand ⥋ Saint-Raphaël — Gare Routière | Saint-Raphaël — Rostand ⥋ Saint-Raphaël — Gare Routière                                                  | Saint-Raphaël — Rostand ⥋ Saint-Raphaël — Gare Routière                                                  | Saint-Raphaël — Rostand ⥋ Saint-Raphaël — Gare Routière                                                  | Saint-Raphaël — Rostand ⥋ Saint-Raphaël — Gare Routière                                                  | Saint-Raphaël — Rostand ⥋ Saint-Raphaël — Gare Routière                                                  | Saint-Raphaël — Rostand ⥋ Saint-Raphaël — Gare Routière                                                  | Saint-Raphaël — Rostand ⥋ Saint-Raphaël — Gare Routière                                                  | Saint-Raphaël — Rostand ⥋ Saint-Raphaël — Gare Routière                                                  |
| 7     | Ouverture / Fermeture 1er septembre 2022 / — | Longueur —                                                                                               | Durée 26 min                                                                                             | Nb. d’arrêts —                                                                                           | Matériel —                                                                                               | Jours de fonctionnement L, Ma, Me, J, V, S                                                               | Jour / Soir / Nuit / Fêtes O / N / N / N                                                                 | Voy. / an —                                                                                              | Rafael Bus —                                                                                             |
| 7     | Desserte : Saint-Raphaël (Lycée St-Exupéry, Aspé, Centre Ccial Leclerc, Collège de l'Esterel, Les Veyssières) | | | | | | | | |
| 7     | Autre : Fonctionne du lundi au samedi (sauf les jours fériés). Ne circule pas le dimanche. En période estivale, la ligne fait son terminus à la Bastide d'Agay, ne dessert pas Rostand et circule aussi le dimanche. | | | | | | | | |
| 7     | Dernière actualisation : — | | | | | | | | |
| 9     | Fréjus — Gare Routière/Lycée Camus ⥋ Fréjus (Saint Aygulf) — Grands Châteaux/La Poste | Fréjus — Gare Routière/Lycée Camus ⥋ Fréjus (Saint Aygulf) — Grands Châteaux/La Poste                    | Fréjus — Gare Routière/Lycée Camus ⥋ Fréjus (Saint Aygulf) — Grands Châteaux/La Poste                    | Fréjus — Gare Routière/Lycée Camus ⥋ Fréjus (Saint Aygulf) — Grands Châteaux/La Poste                    | Fréjus — Gare Routière/Lycée Camus ⥋ Fréjus (Saint Aygulf) — Grands Châteaux/La Poste                    | Fréjus — Gare Routière/Lycée Camus ⥋ Fréjus (Saint Aygulf) — Grands Châteaux/La Poste                    | Fréjus — Gare Routière/Lycée Camus ⥋ Fréjus (Saint Aygulf) — Grands Châteaux/La Poste                    | Fréjus — Gare Routière/Lycée Camus ⥋ Fréjus (Saint Aygulf) — Grands Châteaux/La Poste                    | Fréjus — Gare Routière/Lycée Camus ⥋ Fréjus (Saint Aygulf) — Grands Châteaux/La Poste                    |
| 9     | Ouverture / Fermeture 1er septembre 2022 / — | Longueur —                                                                                               | Durée 41 min                                                                                             | Nb. d’arrêts —                                                                                           | Matériel —                                                                                               | Jours de fonctionnement L, Ma, Me, J, V, S                                                               | Jour / Soir / Nuit / Fêtes O / N / N / N                                                                 | Voy. / an —                                                                                              | Estérel Cars —                                                                                           |
| 9     | Desserte : Fréjus (Floralies, Agachon, Les Arènes, Villeneuve, Centre Ccial Géant Casino, Poste de St-Aygulf). | | | | | | | | |
| 9     | Autre : Fonctionne du lundi au samedi (sauf les jours fériés). Ne circule pas le dimanche. En période estivale, la ligne circule aussi le dimanche, aux mêmes horaires 7j/7. | | | | | | | | |
| 9     | Dernière actualisation : — | | | | | | | | |
| 10    | Saint-Raphaël — Boulouris Mairie Annexe/Athéna ⥋ Saint-Raphaël — Gare Routière | Saint-Raphaël — Boulouris Mairie Annexe/Athéna ⥋ Saint-Raphaël — Gare Routière                           | Saint-Raphaël — Boulouris Mairie Annexe/Athéna ⥋ Saint-Raphaël — Gare Routière                           | Saint-Raphaël — Boulouris Mairie Annexe/Athéna ⥋ Saint-Raphaël — Gare Routière                           | Saint-Raphaël — Boulouris Mairie Annexe/Athéna ⥋ Saint-Raphaël — Gare Routière                           | Saint-Raphaël — Boulouris Mairie Annexe/Athéna ⥋ Saint-Raphaël — Gare Routière                           | Saint-Raphaël — Boulouris Mairie Annexe/Athéna ⥋ Saint-Raphaël — Gare Routière                           | Saint-Raphaël — Boulouris Mairie Annexe/Athéna ⥋ Saint-Raphaël — Gare Routière                           | Saint-Raphaël — Boulouris Mairie Annexe/Athéna ⥋ Saint-Raphaël — Gare Routière                           |
| 10    | Ouverture / Fermeture 1er septembre 2022 / — | Longueur —                                                                                               | Durée 23 min                                                                                             | Nb. d’arrêts —                                                                                           | Matériel —                                                                                               | Jours de fonctionnement L, Ma, Me, J, V, S, D                                                            | Jour / Soir / Nuit / Fêtes O / N / N / O                                                                 | Voy. / an —                                                                                              | Rafael Bus —                                                                                             |
| 10    | Desserte : Saint-Raphaël (Lycée St-Exupéry, L'Aspé, Collège de l'Esterel, Centre Ccial Leclerc). | | | | | | | | |
| 10    | Évolution : Depuis le 7 novembre 2022, la ligne passe toutes les 30 minutes environ. Autre : Fonctionne du lundi au dimanche (y compris les jours fériés). | | | | | | | | |
| 10    | Dernière actualisation : — | | | | | | | | |
| 11    | Roquebrune-sur-Argens — Les 2 Collines/Collège Cabasse ⥋ Fréjus — Gare Routière/Lycée Camus | Roquebrune-sur-Argens — Les 2 Collines/Collège Cabasse ⥋ Fréjus — Gare Routière/Lycée Camus              | Roquebrune-sur-Argens — Les 2 Collines/Collège Cabasse ⥋ Fréjus — Gare Routière/Lycée Camus              | Roquebrune-sur-Argens — Les 2 Collines/Collège Cabasse ⥋ Fréjus — Gare Routière/Lycée Camus              | Roquebrune-sur-Argens — Les 2 Collines/Collège Cabasse ⥋ Fréjus — Gare Routière/Lycée Camus              | Roquebrune-sur-Argens — Les 2 Collines/Collège Cabasse ⥋ Fréjus — Gare Routière/Lycée Camus              | Roquebrune-sur-Argens — Les 2 Collines/Collège Cabasse ⥋ Fréjus — Gare Routière/Lycée Camus              | Roquebrune-sur-Argens — Les 2 Collines/Collège Cabasse ⥋ Fréjus — Gare Routière/Lycée Camus              | Roquebrune-sur-Argens — Les 2 Collines/Collège Cabasse ⥋ Fréjus — Gare Routière/Lycée Camus              |
| 11    | Ouverture / Fermeture 1er septembre 2022 / — | Longueur —                                                                                               | Durée 51 min                                                                                             | Nb. d’arrêts —                                                                                           | Matériel —                                                                                               | Jours de fonctionnement L, Ma, Me, J, V, S                                                               | Jour / Soir / Nuit / Fêtes O / N / N / N                                                                 | Voy. / an —                                                                                              | SVA Beltrame —                                                                                           |
| 11    | Desserte : Roquebrune-sur-Argens (Lac de l'Aréna, Les Garillans, Bouvreuil) ; Puget-sur-Argens (Hôtel de Ville, Centre Cial Carrefour) ; Fréjus (SATAC, Les Arènes, Gare SNCF). | | | | | | | | |
| 11    | Autre : Fonctionne du lundi au samedi (sauf les jours fériés). Ne circule pas le dimanche. | | | | | | | | |
| 11    | Dernière actualisation : — | | | | | | | | |
| 12    | Saint-Raphaël — Athéna ⥋ Saint-Raphaël — Gare Routière | Saint-Raphaël — Athéna ⥋ Saint-Raphaël — Gare Routière                                                   | Saint-Raphaël — Athéna ⥋ Saint-Raphaël — Gare Routière                                                   | Saint-Raphaël — Athéna ⥋ Saint-Raphaël — Gare Routière                                                   | Saint-Raphaël — Athéna ⥋ Saint-Raphaël — Gare Routière                                                   | Saint-Raphaël — Athéna ⥋ Saint-Raphaël — Gare Routière                                                   | Saint-Raphaël — Athéna ⥋ Saint-Raphaël — Gare Routière                                                   | Saint-Raphaël — Athéna ⥋ Saint-Raphaël — Gare Routière                                                   | Saint-Raphaël — Athéna ⥋ Saint-Raphaël — Gare Routière                                                   |
| 12    | Ouverture / Fermeture 1er septembre 2022 / — | Longueur —                                                                                               | Durée 24 min                                                                                             | Nb. d’arrêts —                                                                                           | Matériel —                                                                                               | Jours de fonctionnement L, Ma, Me, J, V, S, D                                                            | Jour / Soir / Nuit / Fêtes O / N / N / O                                                                 | Voy. / an —                                                                                              | Rafael Bus —                                                                                             |
| 12    | Desserte : Saint-Raphaël (Crédit Agricole, Baudino, Epsilon, Stanislas, Centre Cial Leclerc). | | | | | | | | |
| 12    | Évolution : Depuis le 7 novembre 2022, cette ligne a une fréquence de 30 min en moyenne. Autre : Fonctionne du lundi au dimanche (y compris les jours fériés) | | | | | | | | |
| 12    | Dernière actualisation : — | | | | | | | | |
| 14    | Fréjus — Gare Routière ⥋ Saint-Raphaël — Gare Routière | Fréjus — Gare Routière ⥋ Saint-Raphaël — Gare Routière                                                   | Fréjus — Gare Routière ⥋ Saint-Raphaël — Gare Routière                                                   | Fréjus — Gare Routière ⥋ Saint-Raphaël — Gare Routière                                                   | Fréjus — Gare Routière ⥋ Saint-Raphaël — Gare Routière                                                   | Fréjus — Gare Routière ⥋ Saint-Raphaël — Gare Routière                                                   | Fréjus — Gare Routière ⥋ Saint-Raphaël — Gare Routière                                                   | Fréjus — Gare Routière ⥋ Saint-Raphaël — Gare Routière                                                   | Fréjus — Gare Routière ⥋ Saint-Raphaël — Gare Routière                                                   |
| 14    | Ouverture / Fermeture 1er septembre 2022 / — | Longueur —                                                                                               | Durée —                                                                                                  | Nb. d’arrêts —                                                                                           | Matériel —                                                                                               | Jours de fonctionnement L, Ma, Me, J, V, S                                                               | Jour / Soir / Nuit / Fêtes O / N / N / N                                                                 | Voy. / an —                                                                                              | Rafael Bus Estérel Cars                                                                                  |
| 14    | Desserte : Saint-Raphaël (Casino) ; Fréjus (Avenue de Provence, Villeneuve, Agachon). | | | | | | | | |
| 14    | Autre : Fonctionne du lundi au samedi (sauf les jours fériés). Ne circule pas le dimanche. | | | | | | | | |
| 14    | Dernière actualisation : — | | | | | | | | |
| 15    | Fréjus — Gare Routière ⥋ Fréjus — Domaine des Vernèdes | Fréjus — Gare Routière ⥋ Fréjus — Domaine des Vernèdes                                                   | Fréjus — Gare Routière ⥋ Fréjus — Domaine des Vernèdes                                                   | Fréjus — Gare Routière ⥋ Fréjus — Domaine des Vernèdes                                                   | Fréjus — Gare Routière ⥋ Fréjus — Domaine des Vernèdes                                                   | Fréjus — Gare Routière ⥋ Fréjus — Domaine des Vernèdes                                                   | Fréjus — Gare Routière ⥋ Fréjus — Domaine des Vernèdes                                                   | Fréjus — Gare Routière ⥋ Fréjus — Domaine des Vernèdes                                                   | Fréjus — Gare Routière ⥋ Fréjus — Domaine des Vernèdes                                                   |
| 15    | Ouverture / Fermeture 1er septembre 2022 / — | Longueur —                                                                                               | Durée —                                                                                                  | Nb. d’arrêts —                                                                                           | Matériel —                                                                                               | Jours de fonctionnement L, Ma, Me, J, V                                                                  | Jour / Soir / Nuit / Fêtes O / N / N / N                                                                 | Voy. / an —                                                                                              | Estérel Cars —                                                                                           |
| 15    | Desserte : Fréjus (Acampadou, Le Colombier, Village Vacances). | | | | | | | | |
| 15    | Autre : Cette ligne fonctionne uniquement du lundi au vendredi en période scolaire. | | | | | | | | |
| 15    | Dernière actualisation : — | | | | | | | | |
| 21    | Saint-Raphaël — Trayas Pointe Notre Dame/Bastide d'Agay ⥋ Saint-Raphaël — Gare Routière | Saint-Raphaël — Trayas Pointe Notre Dame/Bastide d'Agay ⥋ Saint-Raphaël — Gare Routière                  | Saint-Raphaël — Trayas Pointe Notre Dame/Bastide d'Agay ⥋ Saint-Raphaël — Gare Routière                  | Saint-Raphaël — Trayas Pointe Notre Dame/Bastide d'Agay ⥋ Saint-Raphaël — Gare Routière                  | Saint-Raphaël — Trayas Pointe Notre Dame/Bastide d'Agay ⥋ Saint-Raphaël — Gare Routière                  | Saint-Raphaël — Trayas Pointe Notre Dame/Bastide d'Agay ⥋ Saint-Raphaël — Gare Routière                  | Saint-Raphaël — Trayas Pointe Notre Dame/Bastide d'Agay ⥋ Saint-Raphaël — Gare Routière                  | Saint-Raphaël — Trayas Pointe Notre Dame/Bastide d'Agay ⥋ Saint-Raphaël — Gare Routière                  | Saint-Raphaël — Trayas Pointe Notre Dame/Bastide d'Agay ⥋ Saint-Raphaël — Gare Routière                  |
| 21    | Ouverture / Fermeture 1er septembre 2022 / — | Longueur —                                                                                               | Durée —                                                                                                  | Nb. d’arrêts —                                                                                           | Matériel —                                                                                               | Jours de fonctionnement L, Ma, Me, J, V, S, D                                                            | Jour / Soir / Nuit / Fêtes O / N / N / O                                                                 | Voy. / an —                                                                                              | Rafael Bus —                                                                                             |
| 21    | Desserte : Saint-Raphaël (Casino, Santa Lucia, Cap Boulouris, Le Dramont, Agay, Anthéor, Le Trayas) | | | | | | | | |
| 21    | Autre : - Cette ligne fonctionne du lundi au dimanche (y compris les jours fériés). - En période estivale, des départs supplémentaires vers le Trayas sont ajoutés. - À certains services, la ligne est prolongée au Trayas Pointe Notre-Dame. - Une liaison avec la gare de Cannes est possible avec les lignes 19 et 22 du réseau cannois. | | | | | | | | |
| 21    | Dernière actualisation : — | | | | | | | | |
| 23    | Roquebrune-sur-Argens — La Chesnaie (Les Issambres) ⥋ Saint-Raphaël — Gare Routière | Roquebrune-sur-Argens — La Chesnaie (Les Issambres) ⥋ Saint-Raphaël — Gare Routière                      | Roquebrune-sur-Argens — La Chesnaie (Les Issambres) ⥋ Saint-Raphaël — Gare Routière                      | Roquebrune-sur-Argens — La Chesnaie (Les Issambres) ⥋ Saint-Raphaël — Gare Routière                      | Roquebrune-sur-Argens — La Chesnaie (Les Issambres) ⥋ Saint-Raphaël — Gare Routière                      | Roquebrune-sur-Argens — La Chesnaie (Les Issambres) ⥋ Saint-Raphaël — Gare Routière                      | Roquebrune-sur-Argens — La Chesnaie (Les Issambres) ⥋ Saint-Raphaël — Gare Routière                      | Roquebrune-sur-Argens — La Chesnaie (Les Issambres) ⥋ Saint-Raphaël — Gare Routière                      | Roquebrune-sur-Argens — La Chesnaie (Les Issambres) ⥋ Saint-Raphaël — Gare Routière                      |
| 23    | Ouverture / Fermeture 28 novembre 2022 / — | Longueur —                                                                                               | Durée —                                                                                                  | Nb. d’arrêts —                                                                                           | Matériel —                                                                                               | Jours de fonctionnement L, Ma, Me, J, V, S, D                                                            | Jour / Soir / Nuit / Fêtes O / N / N / O                                                                 | Voy. / an —                                                                                              | Estérel Cars —                                                                                           |
| 23    | Desserte : Saint-Raphaël (Casino) ; Fréjus (Avenue de Provence, Centre Cial Géant Casino, La Poste) ; Roquebrune-sur-Argens (Les Issambres). | | | | | | | | |
| 23    | Autre : Cette ligne fonctionne tous les jours (y compris les jours fériés, hors 1er janvier, 1er mai et 25 décembre). | | | | | | | | |
| 23    | Dernière actualisation : — | | | | | | | | |

#### Lignes qui circulent uniquement en période scolaire
| Ligne | Caractéristiques | Caractéristiques                                                                           | Caractéristiques                                                                           | Caractéristiques                                                                           | Caractéristiques                                                                           | Caractéristiques                                                                           | Caractéristiques                                                                           | Caractéristiques                                                                           | Caractéristiques                                                                           |
| 5     | Saint-Raphaël — Collège de l'Esterel ⥋ Saint-Raphaël — Gare Routière | Saint-Raphaël — Collège de l'Esterel ⥋ Saint-Raphaël — Gare Routière                       | Saint-Raphaël — Collège de l'Esterel ⥋ Saint-Raphaël — Gare Routière                       | Saint-Raphaël — Collège de l'Esterel ⥋ Saint-Raphaël — Gare Routière                       | Saint-Raphaël — Collège de l'Esterel ⥋ Saint-Raphaël — Gare Routière                       | Saint-Raphaël — Collège de l'Esterel ⥋ Saint-Raphaël — Gare Routière                       | Saint-Raphaël — Collège de l'Esterel ⥋ Saint-Raphaël — Gare Routière                       | Saint-Raphaël — Collège de l'Esterel ⥋ Saint-Raphaël — Gare Routière                       | Saint-Raphaël — Collège de l'Esterel ⥋ Saint-Raphaël — Gare Routière                       |
| ----- | --- | ------------------------------------------------------------------------------------------ | ------------------------------------------------------------------------------------------ | ------------------------------------------------------------------------------------------ | ------------------------------------------------------------------------------------------ | ------------------------------------------------------------------------------------------ | ------------------------------------------------------------------------------------------ | ------------------------------------------------------------------------------------------ | ------------------------------------------------------------------------------------------ |
| 5     | Ouverture / Fermeture 1er septembre 2022 / — | Longueur —                                                                                 | Durée —                                                                                    | Nb. d’arrêts —                                                                             | Matériel —                                                                                 | Jours de fonctionnement L, Ma, Me, J, V                                                    | Jour / Soir / Nuit / Fêtes O / N / N / N                                                   | Voy. / an —                                                                                | Rafael Bus —                                                                               |
| 5     | Desserte : Saint-Raphaël (Aspé). |                                                                                            |                                                                                            |                                                                                            |                                                                                            |                                                                                            |                                                                                            |                                                                                            |                                                                                            |
| 5     | Autre : Fonctionne uniquement en période scolaire du lundi au vendredi. |                                                                                            |                                                                                            |                                                                                            |                                                                                            |                                                                                            |                                                                                            |                                                                                            |                                                                                            |
| 5     | Dernière actualisation : — |                                                                                            |                                                                                            |                                                                                            |                                                                                            |                                                                                            |                                                                                            |                                                                                            |                                                                                            |
| 8     | Saint-Raphaël — Trayas Pointe Notre Dame/Bastide d'Agay ⥋ Saint-Raphaël — Gare Routière | Saint-Raphaël — Trayas Pointe Notre Dame/Bastide d'Agay ⥋ Saint-Raphaël — Gare Routière    | Saint-Raphaël — Trayas Pointe Notre Dame/Bastide d'Agay ⥋ Saint-Raphaël — Gare Routière    | Saint-Raphaël — Trayas Pointe Notre Dame/Bastide d'Agay ⥋ Saint-Raphaël — Gare Routière    | Saint-Raphaël — Trayas Pointe Notre Dame/Bastide d'Agay ⥋ Saint-Raphaël — Gare Routière    | Saint-Raphaël — Trayas Pointe Notre Dame/Bastide d'Agay ⥋ Saint-Raphaël — Gare Routière    | Saint-Raphaël — Trayas Pointe Notre Dame/Bastide d'Agay ⥋ Saint-Raphaël — Gare Routière    | Saint-Raphaël — Trayas Pointe Notre Dame/Bastide d'Agay ⥋ Saint-Raphaël — Gare Routière    | Saint-Raphaël — Trayas Pointe Notre Dame/Bastide d'Agay ⥋ Saint-Raphaël — Gare Routière    |
| 8     | Ouverture / Fermeture 1er septembre 2022 / — | Longueur —                                                                                 | Durée —                                                                                    | Nb. d’arrêts —                                                                             | Matériel —                                                                                 | Jours de fonctionnement L, Ma, Me, J, V                                                    | Jour / Soir / Nuit / Fêtes O / N / N / N                                                   | Voy. / an —                                                                                | Rafael Bus —                                                                               |
| 8     | Desserte : Saint-Raphaël (Lycée St-Exupéry, Collège de l'Esterel, Boulouris Mairie Annexe, Agay, Anthéor, Le Trayas). |                                                                                            |                                                                                            |                                                                                            |                                                                                            |                                                                                            |                                                                                            |                                                                                            |                                                                                            |
| 8     | Autre : Fonctionne uniquement en période scolaire du lundi au vendredi. |                                                                                            |                                                                                            |                                                                                            |                                                                                            |                                                                                            |                                                                                            |                                                                                            |                                                                                            |
| 8     | Dernière actualisation : — |                                                                                            |                                                                                            |                                                                                            |                                                                                            |                                                                                            |                                                                                            |                                                                                            |                                                                                            |
| 13    | Les Adrets de l'Esterel — L'Ubac ⥋ Fréjus — Gare Routière ou Saint-Raphaël — Gare Routière | Les Adrets de l'Esterel — L'Ubac ⥋ Fréjus — Gare Routière ou Saint-Raphaël — Gare Routière | Les Adrets de l'Esterel — L'Ubac ⥋ Fréjus — Gare Routière ou Saint-Raphaël — Gare Routière | Les Adrets de l'Esterel — L'Ubac ⥋ Fréjus — Gare Routière ou Saint-Raphaël — Gare Routière | Les Adrets de l'Esterel — L'Ubac ⥋ Fréjus — Gare Routière ou Saint-Raphaël — Gare Routière | Les Adrets de l'Esterel — L'Ubac ⥋ Fréjus — Gare Routière ou Saint-Raphaël — Gare Routière | Les Adrets de l'Esterel — L'Ubac ⥋ Fréjus — Gare Routière ou Saint-Raphaël — Gare Routière | Les Adrets de l'Esterel — L'Ubac ⥋ Fréjus — Gare Routière ou Saint-Raphaël — Gare Routière | Les Adrets de l'Esterel — L'Ubac ⥋ Fréjus — Gare Routière ou Saint-Raphaël — Gare Routière |
| 13    | Ouverture / Fermeture 1er septembre 2022 / — | Longueur —                                                                                 | Durée —                                                                                    | Nb. d’arrêts —                                                                             | Matériel —                                                                                 | Jours de fonctionnement L, Ma, Me, J, V                                                    | Jour / Soir / Nuit / Fêtes O / N / N / N                                                   | Voy. / an —                                                                                | SVA Beltrame —                                                                             |
| 13    | Desserte : Les Adrets de l'Esterel (L'Ubac, Violon) ; Fréjus (St Jean de Cannes, Lycée Gallieni, Lycée Camus, Collège Leotard, Hôpital, Les Chênes, Gare Routière, Villa Marie, Sécurité Sociale, La Gabelle) ; St-Raphaël (Centre-Ville). |                                                                                            |                                                                                            |                                                                                            |                                                                                            |                                                                                            |                                                                                            |                                                                                            |                                                                                            |
| 13    | Autre : Fonctionne du lundi au vendredi uniquement en période scolaire. |                                                                                            |                                                                                            |                                                                                            |                                                                                            |                                                                                            |                                                                                            |                                                                                            |                                                                                            |
| 13    | Dernière actualisation : — |                                                                                            |                                                                                            |                                                                                            |                                                                                            |                                                                                            |                                                                                            |                                                                                            |                                                                                            |
| 16    | Fréjus — Domaine du Capitou/Pin de la Lègue ⥋ Fréjus — Lycée Camus | Fréjus — Domaine du Capitou/Pin de la Lègue ⥋ Fréjus — Lycée Camus                         | Fréjus — Domaine du Capitou/Pin de la Lègue ⥋ Fréjus — Lycée Camus                         | Fréjus — Domaine du Capitou/Pin de la Lègue ⥋ Fréjus — Lycée Camus                         | Fréjus — Domaine du Capitou/Pin de la Lègue ⥋ Fréjus — Lycée Camus                         | Fréjus — Domaine du Capitou/Pin de la Lègue ⥋ Fréjus — Lycée Camus                         | Fréjus — Domaine du Capitou/Pin de la Lègue ⥋ Fréjus — Lycée Camus                         | Fréjus — Domaine du Capitou/Pin de la Lègue ⥋ Fréjus — Lycée Camus                         | Fréjus — Domaine du Capitou/Pin de la Lègue ⥋ Fréjus — Lycée Camus                         |
| 16    | Ouverture / Fermeture 1er septembre 2022 / — | Longueur —                                                                                 | Durée —                                                                                    | Nb. d’arrêts —                                                                             | Matériel —                                                                                 | Jours de fonctionnement L, Ma, Me, J, V                                                    | Jour / Soir / Nuit / Fêtes O / N / N / N                                                   | Voy. / an —                                                                                | La Palud —                                                                                 |
| 16    | Desserte : Fréjus (21ème RIMA, Zoo, Pôle BTP, Lachenaud, Village Vacances, Le Colombier, Gare Routière, Les Chênes, St-Lambert, Lycée Gallieni).                                                                                           |                                                                                            |                                                                                            |                                                                                            |                                                                                            |                                                                                            |                                                                                            |                                                                                            |                                                                                            |
| 16    | Autre : Cette ligne fonctionne uniquement du lundi au vendredi en période scolaire. |                                                                                            |                                                                                            |                                                                                            |                                                                                            |                                                                                            |                                                                                            |                                                                                            |                                                                                            |
| 16    | Dernière actualisation : — |                                                                                            |                                                                                            |                                                                                            |                                                                                            |                                                                                            |                                                                                            |                                                                                            |                                                                                            |

### Les navettes de centre-ville
| Ligne      | Caractéristiques | Caractéristiques                                       | Caractéristiques                                       | Caractéristiques                                       | Caractéristiques                                       | Caractéristiques                                       | Caractéristiques                                       | Caractéristiques                                       | Caractéristiques                                       |
| A          | NAVETTE A | NAVETTE A                                              | NAVETTE A                                              | NAVETTE A                                              | NAVETTE A                                              | NAVETTE A                                              | NAVETTE A                                              | NAVETTE A                                              | NAVETTE A                                              |
| A          | Fréjus — Gare Routière ⥋ Saint-Raphaël — Gare Routière | Fréjus — Gare Routière ⥋ Saint-Raphaël — Gare Routière | Fréjus — Gare Routière ⥋ Saint-Raphaël — Gare Routière | Fréjus — Gare Routière ⥋ Saint-Raphaël — Gare Routière | Fréjus — Gare Routière ⥋ Saint-Raphaël — Gare Routière | Fréjus — Gare Routière ⥋ Saint-Raphaël — Gare Routière | Fréjus — Gare Routière ⥋ Saint-Raphaël — Gare Routière | Fréjus — Gare Routière ⥋ Saint-Raphaël — Gare Routière | Fréjus — Gare Routière ⥋ Saint-Raphaël — Gare Routière |
| ---------- | --- | ------------------------------------------------------ | ------------------------------------------------------ | ------------------------------------------------------ | ------------------------------------------------------ | ------------------------------------------------------ | ------------------------------------------------------ | ------------------------------------------------------ | ------------------------------------------------------ |
| A          | Ouverture / Fermeture 1er septembre 2022 / — | Longueur —                                             | Durée —                                                | Nb. d’arrêts —                                         | Matériel —                                             | Jours de fonctionnement L, Ma, Me, J, V, S             | Jour / Soir / Nuit / Fêtes O / N / N / N               | Voy. / an —                                            | Estérel Cars —                                         |
| A          | Desserte : Fréjus (Place du Marché, Hôtel des Impôts, Sécurité Sociale, H. Fabre, bord de mer, Les Sablettes) ; Saint-Raphaël (Casino, Gare SNCF).        |                                                        |                                                        |                                                        |                                                        |                                                        |                                                        |                                                        |                                                        |
| A          | Autre : Cette navette fonctionne du lundi au samedi (sauf les jours fériés). Ne circule pas le dimanche.                                                  |                                                        |                                                        |                                                        |                                                        |                                                        |                                                        |                                                        |                                                        |
| A          | Dernière actualisation : — |                                                        |                                                        |                                                        |                                                        |                                                        |                                                        |                                                        |                                                        |
| B          | NAVETTE B | NAVETTE B                                              | NAVETTE B                                              | NAVETTE B                                              | NAVETTE B                                              | NAVETTE B                                              | NAVETTE B                                              | NAVETTE B                                              | NAVETTE B                                              |
| B          | Fréjus — Gare Routière ⥋ Saint-Raphaël — Gare Routière |                                                        |                                                        |                                                        |                                                        |                                                        |                                                        |                                                        |                                                        |
| B          | Ouverture / Fermeture 1er septembre 2022 / — | Longueur —                                             | Durée —                                                | Nb. d’arrêts —                                         | Matériel —                                             | Jours de fonctionnement L, Ma, Me, J, V, S             | Jour / Soir / Nuit / Fêtes O / N / N / N               | Voy. / an —                                            | Estérel Cars —                                         |
| B          | Desserte : Fréjus (Les Chênes, Hôpital, Giono) ; St-Raphaël (ECAA, Palais des Sports, Mairie d'Honneur, Centre-Ville)                                     |                                                        |                                                        |                                                        |                                                        |                                                        |                                                        |                                                        |                                                        |
| B          | Autre : Cette navette fonctionne du lundi au samedi (sauf les jours fériés). Ne circule pas le dimanche.                                                  |                                                        |                                                        |                                                        |                                                        |                                                        |                                                        |                                                        |                                                        |
| B          | Dernière actualisation : — |                                                        |                                                        |                                                        |                                                        |                                                        |                                                        |                                                        |                                                        |
| C          | NAVETTE C | NAVETTE C                                              | NAVETTE C                                              | NAVETTE C                                              | NAVETTE C                                              | NAVETTE C                                              | NAVETTE C                                              | NAVETTE C                                              | NAVETTE C                                              |
| C          | Fréjus — Gare Routière ⥋ Fréjus — Gare Routière (service en boucle)                                                                                       |                                                        |                                                        |                                                        |                                                        |                                                        |                                                        |                                                        |                                                        |
| C          | Ouverture / Fermeture 1er septembre 2022 / — | Longueur —                                             | Durée —                                                | Nb. d’arrêts —                                         | Matériel —                                             | Jours de fonctionnement L, Ma, Me, J, V, S             | Jour / Soir / Nuit / Fêtes O / N / N / N               | Voy. / an —                                            | Estérel Cars —                                         |
| C          | Desserte : Fréjus (Gare SNCF, Théâtre Le Forum, Base Nature, bord de mer, Les Sablettes) ; Saint-Raphaël (Casino, Santa Lucia, Gare SNCF, Gare Routière). |                                                        |                                                        |                                                        |                                                        |                                                        |                                                        |                                                        |                                                        |
| C          | Autre : Fonctionne du lundi au samedi (sauf les jours fériés). Ne circule pas le dimanche.                                                                |                                                        |                                                        |                                                        |                                                        |                                                        |                                                        |                                                        |                                                        |
| C          | Dernière actualisation : — |                                                        |                                                        |                                                        |                                                        |                                                        |                                                        |                                                        |                                                        |
| PUGET      | NAVETTE PUGET | NAVETTE PUGET                                          | NAVETTE PUGET                                          | NAVETTE PUGET                                          | NAVETTE PUGET                                          | NAVETTE PUGET                                          | NAVETTE PUGET                                          | NAVETTE PUGET                                          | NAVETTE PUGET                                          |
| PUGET      | Puget-sur-Argens — EHPAD Dunant ⥋ Puget-sur-Argens — Centre Commercial                                                                                    |                                                        |                                                        |                                                        |                                                        |                                                        |                                                        |                                                        |                                                        |
| PUGET      | Ouverture / Fermeture 1er septembre 2022 / — | Longueur —                                             | Durée —                                                | Nb. d’arrêts —                                         | Matériel —                                             | Jours de fonctionnement L, Ma, Me, J, V, S             | Jour / Soir / Nuit / Fêtes O / N / N / N               | Voy. / an —                                            | SVA Beltrame —                                         |
| PUGET      | Desserte : Puget-sur-Argens (ZA Le Carrerou, Collège Colette, Les Cistes, Les Aubrèdes, Hôtel de Ville).                                                  |                                                        |                                                        |                                                        |                                                        |                                                        |                                                        |                                                        |                                                        |
| PUGET      | Autre : Fonctionne du lundi au samedi (sauf les jours fériés). Ne circule pas le dimanche.                                                                |                                                        |                                                        |                                                        |                                                        |                                                        |                                                        |                                                        |                                                        |
| PUGET      | Dernière actualisation : — |                                                        |                                                        |                                                        |                                                        |                                                        |                                                        |                                                        |                                                        |
| ROQUEBRUNE | NAVETTE ROQUEBRUNE | NAVETTE ROQUEBRUNE                                     | NAVETTE ROQUEBRUNE                                     | NAVETTE ROQUEBRUNE                                     | NAVETTE ROQUEBRUNE                                     | NAVETTE ROQUEBRUNE                                     | NAVETTE ROQUEBRUNE                                     | NAVETTE ROQUEBRUNE                                     | NAVETTE ROQUEBRUNE                                     |
| ROQUEBRUNE | Roquebrune-sur-Argens — Rond-Point du Bouvreuil ⥋ Roquebrune-sur-Argens — Les 2 Collines                                                                  |                                                        |                                                        |                                                        |                                                        |                                                        |                                                        |                                                        |                                                        |
| ROQUEBRUNE | Ouverture / Fermeture 1er septembre 2022 / — | Longueur —                                             | Durée —                                                | Nb. d’arrêts —                                         | Matériel —                                             | Jours de fonctionnement L, Ma, Me, J, V, S             | Jour / Soir / Nuit / Fêtes O / N / N / N               | Voy. / an —                                            | SVA Beltrame —                                         |
| ROQUEBRUNE | Desserte : Roquebrune-sur-Argens (Les Chênes Verts, Les Garillans, Coopérative, Domaine des Baux).                                                        |                                                        |                                                        |                                                        |                                                        |                                                        |                                                        |                                                        |                                                        |
| ROQUEBRUNE | Autre : Fonctionne du lundi au samedi (sauf les jours fériés). Ne circule pas le dimanche.                                                                |                                                        |                                                        |                                                        |                                                        |                                                        |                                                        |                                                        |                                                        |
| ROQUEBRUNE | Dernière actualisation : — |                                                        |                                                        |                                                        |                                                        |                                                        |                                                        |                                                        |                                                        |
| BOULOURIS  | NAVETTE BOULOURIS | NAVETTE BOULOURIS                                      | NAVETTE BOULOURIS                                      | NAVETTE BOULOURIS                                      | NAVETTE BOULOURIS                                      | NAVETTE BOULOURIS                                      | NAVETTE BOULOURIS                                      | NAVETTE BOULOURIS                                      | NAVETTE BOULOURIS                                      |
| BOULOURIS  | Saint-Raphaël — Boulouris Mairie Annexe ⥋ Saint-Raphaël — Gare Routière                                                                                   |                                                        |                                                        |                                                        |                                                        |                                                        |                                                        |                                                        |                                                        |
| BOULOURIS  | Ouverture / Fermeture 1er septembre 2022 / — | Longueur —                                             | Durée —                                                | Nb. d’arrêts —                                         | Matériel —                                             | Jours de fonctionnement L, Ma, Me, J, V, S             | Jour / Soir / Nuit / Fêtes O / N / N / N               | Voy. / an —                                            | Estérel Cars —                                         |
| BOULOURIS  | Desserte : Saint-Raphaël (Centre-Ville, St-Sébastien, Commandant Paoli).                                                                                  |                                                        |                                                        |                                                        |                                                        |                                                        |                                                        |                                                        |                                                        |
| BOULOURIS  | Autre : |                                                        |                                                        |                                                        |                                                        |                                                        |                                                        |                                                        |                                                        |
| BOULOURIS  | Dernière actualisation : — |                                                        |                                                        |                                                        |                                                        |                                                        |                                                        |                                                        |                                                        |
| CAPITOU    | NAVETTE CAPITOU | NAVETTE CAPITOU                                        | NAVETTE CAPITOU                                        | NAVETTE CAPITOU                                        | NAVETTE CAPITOU                                        | NAVETTE CAPITOU                                        | NAVETTE CAPITOU                                        | NAVETTE CAPITOU                                        | NAVETTE CAPITOU                                        |
| CAPITOU    | Fréjus — Gare Routière ⥋ Fréjus — Z.I du Capitou |                                                        |                                                        |                                                        |                                                        |                                                        |                                                        |                                                        |                                                        |
| CAPITOU    | Ouverture / Fermeture 1er septembre 2022 / — | Longueur —                                             | Durée —                                                | Nb. d’arrêts —                                         | Matériel —                                             | Jours de fonctionnement L, Ma, Me, J, V                | Jour / Soir / Nuit / Fêtes O / N / N / N               | Voy. / an —                                            | Estérel Cars —                                         |
| CAPITOU    | Desserte : Fréjus (Acampadou, Le Colombier, Lachenaud, Zoo).                                                                                              |                                                        |                                                        |                                                        |                                                        |                                                        |                                                        |                                                        |                                                        |
| CAPITOU    | Autre : Fonctionne du lundi au vendredi (sauf les jours fériés). Ne circule pas les samedi et dimanche.                                                   |                                                        |                                                        |                                                        |                                                        |                                                        |                                                        |                                                        |                                                        |
| CAPITOU    | Dernière actualisation : — |                                                        |                                                        |                                                        |                                                        |                                                        |                                                        |                                                        |                                                        |

### Lignes estivales

#### Lignes urbaines circulant uniquement en période estivale
| Ligne | Caractéristiques | Caractéristiques                                            | Caractéristiques                                            | Caractéristiques                                            | Caractéristiques                                            | Caractéristiques                                            | Caractéristiques                                            | Caractéristiques                                            | Caractéristiques                                            |
| 20    | Fréjus — Pin de la Lègue ⥋ Fréjus (Saint-Aygulf) — La Poste                                                                                                  | Fréjus — Pin de la Lègue ⥋ Fréjus (Saint-Aygulf) — La Poste | Fréjus — Pin de la Lègue ⥋ Fréjus (Saint-Aygulf) — La Poste | Fréjus — Pin de la Lègue ⥋ Fréjus (Saint-Aygulf) — La Poste | Fréjus — Pin de la Lègue ⥋ Fréjus (Saint-Aygulf) — La Poste | Fréjus — Pin de la Lègue ⥋ Fréjus (Saint-Aygulf) — La Poste | Fréjus — Pin de la Lègue ⥋ Fréjus (Saint-Aygulf) — La Poste | Fréjus — Pin de la Lègue ⥋ Fréjus (Saint-Aygulf) — La Poste | Fréjus — Pin de la Lègue ⥋ Fréjus (Saint-Aygulf) — La Poste |
| ----- | --- | ----------------------------------------------------------- | ----------------------------------------------------------- | ----------------------------------------------------------- | ----------------------------------------------------------- | ----------------------------------------------------------- | ----------------------------------------------------------- | ----------------------------------------------------------- | ----------------------------------------------------------- |
| 20    | Ouverture / Fermeture 1er juillet 2023 / — | Longueur —                                                  | Durée —                                                     | Nb. d’arrêts —                                              | Matériel —                                                  | Jours de fonctionnement L, Ma, Me, J, V, S, D               | Jour / Soir / Nuit / Fêtes O / O / N / O                    | Voy. / an —                                                 | Estérel Cars —                                              |
| 20    | Desserte : Fréjus (St-Aygulf, Parc d'attractions, Ctre Cial Géant Casino, Théâtre Le Forum, Base Nature, Hippolyte Fabre, Porte d'Orée, Gare Routière, Cais) |                                                             |                                                             |                                                             |                                                             |                                                             |                                                             |                                                             |                                                             |
| 20    | Autre : Fonctionne du lundi au dimanche (y compris les jours fériés). Le dernier départ se fait à 23h05 de St Aygulf La Poste.                               |                                                             |                                                             |                                                             |                                                             |                                                             |                                                             |                                                             |                                                             |
| 20    | Dernière actualisation : — |                                                             |                                                             |                                                             |                                                             |                                                             |                                                             |                                                             |                                                             |

#### Navettes gratuites circulant uniquement en été
| Ligne     | Caractéristiques | Caractéristiques                             | Caractéristiques                             | Caractéristiques                             | Caractéristiques                             | Caractéristiques                              | Caractéristiques                             | Caractéristiques                             | Caractéristiques                             |
| JULII     | Navette JULII | Navette JULII                                | Navette JULII                                | Navette JULII                                | Navette JULII                                | Navette JULII                                 | Navette JULII                                | Navette JULII                                | Navette JULII                                |
| JULII     | Fréjus — Bord de Mer (circuit en boucle) ⥋ ?                                                                                                   | Fréjus — Bord de Mer (circuit en boucle) ⥋ ? | Fréjus — Bord de Mer (circuit en boucle) ⥋ ? | Fréjus — Bord de Mer (circuit en boucle) ⥋ ? | Fréjus — Bord de Mer (circuit en boucle) ⥋ ? | Fréjus — Bord de Mer (circuit en boucle) ⥋ ?  | Fréjus — Bord de Mer (circuit en boucle) ⥋ ? | Fréjus — Bord de Mer (circuit en boucle) ⥋ ? | Fréjus — Bord de Mer (circuit en boucle) ⥋ ? |
| --------- | --- | -------------------------------------------- | -------------------------------------------- | -------------------------------------------- | -------------------------------------------- | --------------------------------------------- | -------------------------------------------- | -------------------------------------------- | -------------------------------------------- |
| JULII     | Ouverture / Fermeture 1er juillet 2023 / 31 aout 2024                                                                                          | Longueur —                                   | Durée —                                      | Nb. d’arrêts —                               | Matériel —                                   | Jours de fonctionnement L, Ma, Me, J, V, S, D | Jour / Soir / Nuit / Fêtes O / O / N / O     | Voy. / an —                                  | Estérel Cars —                               |
| JULII     | Desserte : Bord de Mer (Fréjus), Base Nature, Théâtre Le Forum, Place du Marché, Fréjus Paul Vernet                                            |                                              |                                              |                                              |                                              |                                               |                                              |                                              |                                              |
| JULII     | Autre : Fonctionne du lundi au dimanche (y compris les jours fériés) de 8h50 à 22h45. Il s'agit d'une navette gratuite                         |                                              |                                              |                                              |                                              |                                               |                                              |                                              |                                              |
| JULII     | Dernière actualisation : — |                                              |                                              |                                              |                                              |                                               |                                              |                                              |                                              |
| PROMENADE | Navette PROMENADE DES BAINS | Navette PROMENADE DES BAINS                  | Navette PROMENADE DES BAINS                  | Navette PROMENADE DES BAINS                  | Navette PROMENADE DES BAINS                  | Navette PROMENADE DES BAINS                   | Navette PROMENADE DES BAINS                  | Navette PROMENADE DES BAINS                  | Navette PROMENADE DES BAINS                  |
| PROMENADE | Fréjus — Base Nature François Léotard ⥋ Saint Raphaël — Port Santa Lucia                                                                       |                                              |                                              |                                              |                                              |                                               |                                              |                                              |                                              |
| PROMENADE | Ouverture / Fermeture 1er juillet 2023 / — | Longueur —                                   | Durée —                                      | Nb. d’arrêts —                               | Matériel —                                   | Jours de fonctionnement L, Ma, Me, J, V, S, D | Jour / Soir / Nuit / Fêtes O / O / N / O     | Voy. / an —                                  | Estérel Cars —                               |
| PROMENADE | Desserte : Base Nature (Fréjus), Port Fréjus, Bord de Mer, Les Sablettes, Bonaparte (Saint-Raphaël), Le Veillat, Santa Lucia                   |                                              |                                              |                                              |                                              |                                               |                                              |                                              |                                              |
| PROMENADE | Autre : Fonctionne du lundi au dimanche (y compris les jours fériés) de 9h30 à 21h20. Il s'agit d'un essai pour la future promenade des bains. |                                              |                                              |                                              |                                              |                                               |                                              |                                              |                                              |
| PROMENADE | Dernière actualisation : — |                                              |                                              |                                              |                                              |                                               |                                              |                                              |                                              |

## Parc de véhicules
En septembre 2024, le parc d'autobus du réseau Esterel Côte d'Azur LeBus est composé de 69 véhicules dont 1 bus standards, 39 midibus, 9 minibus et 20 Autocars. Au sein de cette flotte, 9 bus fonctionnent à l'électrique, les autres véhicules sont équipés de moteurs Diesel.

### Bus standards
| Constructeur | Modèle | Nombre | Numéros de parc | Période de mise en service | Affectation | Observation |
| ------------ | ------ | ------ | --------------- | -------------------------- | ----------- | ----------- |
| Heuliez Bus  | GX 337 | 1      | 23              | Novembre 2022              | 1, 9, 16    | –           |

### Midibus
| Constructeur | Modèle        | Nombre | Numéros de parc | Période de mise en service    | Affectation                                         | Observation                                                                               |
| ------------ | ------------- | ------ | --------------- | ----------------------------- | --------------------------------------------------- | ----------------------------------------------------------------------------------------- |
| Heuliez Bus  | GX 137        | 5      | 17-18, 60-62    | Entre mars 2017 et avril 2018 | 2, 4, 5, 6, 7, 8, 10, 12, 14, 21                    | –                                                                                         |
| Heuliez Bus  | GX 137 L      | 28     | 7-14, 16, 50-58 | Septembre 2017                | 1, 3, 4, 5, 6, 7, 8, 9, 10, 12, 14, 16, 21, CAPITOU | –                                                                                         |
| Heuliez Bus  | GX 137 L ELEC | 4      | 19-22           | Novembre 2022                 | 1, 3, 4, 9, CAPITOU                                 | Priorité à la ligne 4 mais il est fréquent d'aperçevoir ces véhicules sur d'autres lignes |

### Minibus
| Constructeur  | Modèle           | Nombre | Numéros de parc | Période de mise en service            | Affectation            | Observation |
| ------------- | ---------------- | ------ | --------------- | ------------------------------------- | ---------------------- | ----------- |
| Bolloré       | Bluebus 6        | 3      | 1-3             | Septembre 2017                        | A, B, C, 15            | –           |
| Karsan        | Jest Elec        | 2      | 4 + 1 inconnu   | Entre septembre 2021 et novembre 2021 | BOULOURIS              | –           |
| Mercedes-Benz | Sprinter City 45 | 3      | 5, 478, 493     | Entre mai 2022 et mai 2024            | A, B, C, 15, BOULOURIS | –           |
| Vehixel       | Cytios 3/23      | 1      | + 1 inconnu     | Avril 2016                            | A, B, C, 15            | –           |

### Autocars
| Constructeur | Modèle        | Nombre | Numéros de parc                    | Période de mise en service   | Affectation | Observation                                             |
| ------------ | ------------- | ------ | ---------------------------------- | ---------------------------- | ----------- | ------------------------------------------------------- |
| Iveco Bus    | Crossway Line | 19     | 101-110, 114-115, 150-153, 158-160 | Entre juin 2017 et août 2022 | Scolaires   | Livrée Estérel Côte d'Azur Agglomération LeBus Scolaire |
| Iveco Bus    | Crossway Pop  | 1      | 154                                | Mars 2015                    | Scolaires   | Livrée Estérel Côte d'Azur Agglomération LeBus Scolaire |

### Dépôts
- Le dépôt de Estérel Cars est situé au 139 Rue André Citroën, 83600 Fréjus
- Le dépôt de Rafaël Bus est situé au 90 Av. Victor Hugo, 83700 Saint-Raphaël
- Le dépôt du sous-traitant, SVA Beltrame, est situé 620 Boulevard du Commerce, 83480 Puget-sur-Argens